# Badminton Open Saarbrücken 2009
Die Bitburger Open 2009 (offiziell Bitburger SaarLorLux Open 2009) im Badminton fanden vom 29. September bis 4. Oktober 2009 in Saarbrücken statt.

## Austragungsort
- Saarlandhalle, Saarbrücken

## Sieger und Platzierte
| Disziplin    | Gold                                       | Silber                                    | Bronze                               |
| ------------ | ------------------------------------------ | ----------------------------------------- | ------------------------------------ |
| Herreneinzel | Jan Ø. Jørgensen                           | Eric Pang                                 | Carl Baxter                          |
| Herreneinzel | Jan Ø. Jørgensen                           | Eric Pang                                 | Hans-Kristian Vittinghus             |
| Dameneinzel  | Juliane Schenk                             | Yu Hirayama                               | Ella Diehl                           |
| Dameneinzel  | Juliane Schenk                             | Yu Hirayama                               | Yao Jie                              |
| Herrendoppel | Rupesh Kumar Sanave Thomas                 | Chris Adcock Andrew Ellis                 | Jürgen Koch Peter Zauner             |
| Herrendoppel | Rupesh Kumar Sanave Thomas                 | Chris Adcock Andrew Ellis                 | Rasmus Bonde Mikkel Delbo Larsen     |
| Damendoppel  | Helle Nielsen Marie Røpke                  | Line Damkjær Kruse Mie Schjøtt-Kristensen | Yu Hirayama Ayane Kurihara           |
| Damendoppel  | Helle Nielsen Marie Røpke                  | Line Damkjær Kruse Mie Schjøtt-Kristensen | Sandra Marinello Birgit Overzier     |
| Mixed        | Mikkel Delbo Larsen Mie Schjøtt-Kristensen | Ruud Bosch Paulien van Dooremalen         | Michael Fuchs Annekatrin Lillie      |
| Mixed        | Mikkel Delbo Larsen Mie Schjøtt-Kristensen | Ruud Bosch Paulien van Dooremalen         | Robin Middleton Mariana Agathangelou |

## Finalergebnisse
| Disziplin    | Sieger                                     | Finalist                                  | Ergebnis            |
| ------------ | ------------------------------------------ | ----------------------------------------- | ------------------- |
| Herreneinzel | Jan Ø. Jørgensen                           | Eric Pang                                 | 12–21, 21–13, 21–15 |
| Dameneinzel  | Juliane Schenk                             | Yu Hirayama                               | 21–18, 21–10        |
| Herrendoppel | Rupesh Kumar Sanave Thomas                 | Chris Adcock Andrew Ellis                 | 17–21, 22–20, 24–22 |
| Damendoppel  | Helle Nielsen Marie Røpke                  | Line Damkjær Kruse Mie Schjøtt-Kristensen | 18–21, 21–19, 21–19 |
| Mixed        | Mikkel Delbo Larsen Mie Schjøtt-Kristensen | Ruud Bosch Paulien van Dooremalen         | 21–17, 21–16        |

## Herreneinzel Qualifikation
- Lucas Bednorsch –  Thomas Legleitner: 27-25 / 21-16
- Ardiansyah Putra –  Johannes Szilagyi: 22-20 / 21-17
- Tony Stephenson –  Fabian Scherpen: 21-14 / 19-21 / 21-15
- Lionel Warnotte –  Dominic Becker: 21-13 / 21-11
- Max Schwenger –  Raphael Beck: 21-14 / 21-14
- Philip Merz –  Maxime Moreels: 21-9 / 21-15
- Manuel Heumann –  Kai Schäfer: 21-16 / 18-21 / 24-22
- Benjamin Wahnhoff –  Yann Hellers: 21-14 / 21-18
- Jente Paesen –  Albert Fink: 21-16 / 21-9
- Sebastien Bourbon –  Philip Welker: 1-0 ret.
- Yong Yudianto –  Nils Rotter: 4-0 ret.
- Kai Waldenberger –  Fabian Holzer: 21-12 / 21-19
- Tobias Wadenka –  Philippe Hengen: 19-21 / 25-23 / 21-9
- Eli Mambwe –  Patrick Kämnitz: 16-21 / 21-11 / 21-16
- Peter Lang –  Eric Solagna: 21-6 / 21-10
- Jan Borsutzki –  Julien Warnotte: 18-21 / 21-19 / 21-19
- Ardiansyah Putra –  Lucas Bednorsch: 21-15 / 21-9
- Lionel Warnotte –  Tony Stephenson: 21-13 / 21-14
- Max Schwenger –  Philip Merz: 21-13 / 21-19
- Manuel Heumann –  Benjamin Wahnhoff: 18-21 / 21-13 / 21-15
- Sebastien Bourbon –  Jente Paesen: 21-15 / 19-21 / 21-11
- Kai Waldenberger –  Yong Yudianto: 24-22 / 22-20
- Eli Mambwe –  Tobias Wadenka: 22-24 / 22-20 / 21-18
- Jan Borsutzki –  Peter Lang: 21-16 / 21-16

## Herreneinzel
- Chetan Anand –  Lukas Schmidt: 4-2 ret.
- Yuhan Tan –  Max Schwenger: 21-12 / 21-14
- Anand Pawar –  Emil Vind: 21-10 / 18-21 / 21-12
- Eli Mambwe –  Andreas Heinz: 21-16 / 21-17
- Eric Pang –  Sebastian Rduch: 21-12 / 22-20
- Jakub Bitman –  Manuel Heumann: 21-17 / 21-12
- Peter Mikkelsen –  Sebastien Bourbon: 21-11 / 21-16
- Zhang Hong –  Manfred Helms: 21-5 / 21-3
- Przemysław Wacha –  Matthias Kuchenbecker: 21-12 / 21-14
- Edwin Ekiring –  Julian Deguli: 21-16 / 21-13
- Raul Must –  Richard Domke: 21-18 / 21-17
- Vitaliy Konov –  Lionel Warnotte: 21-9 / 17-21 / 21-18
- Marc Zwiebler –  Christian Bösiger: 17-21 / 21-14 / 21-10
- Marcel Reuter –  Eetu Heino: 21-10 / 18-21 / 21-16
- Hans-Kristian Vittinghus –  Kai Waldenberger: 21-14 / 21-14
- Hiroyuki Endo –  Joe Michels: 21-11 / 21-8
- Sven Eric Kastens –  Jon Lindholm: 21-6 / 21-14
- Petr Koukal –  Daniel Benz: 14-21 / 21-7 / 21-16
- Saber Afif –  Denis Nyenhuis: 21-16 / 21-8
- Carl Baxter –  Aditya Prakash: 21-7 / 21-17
- Takahiro Hiramatsu –  Mykola Dmitrishin: 21-14 / 21-14
- Dmytro Zavadsky –  Endra Kurniawan: 22-20 / 19-21 / 21-17
- Jan Fröhlich –  Hannes Käsbauer: 21-16 / 21-17
- Arvind Bhat –  Gregory Schneider: 21-12 / 21-13
- Ardiansyah Putra –  Richard Liang: 21-10 / 21-12
- Scott Evans –  Andreas Lindner: 21-9 / 21-4
- Alexander Roovers –  Tomáš Kopřiva: 21-7 / 21-10
- Ville Lång –  Fabian Hammes: 15-21 / 21-19 / 21-14
- Dieter Domke –  Daniel Graßmück: 21-11 / 21-17
- Kasper Lehikoinen –  Kęstutis Navickas: 8-3 ret.
- Kasper Ipsen –  Jan Borsutzki: 21-13 / 21-11
- Jan Ø. Jørgensen –  Helgi Jóhannesson: 21-15 / 21-11
- Chetan Anand –  Yuhan Tan: 21-19 / 21-11
- Anand Pawar –  Eli Mambwe: 21-13 / 21-11
- Eric Pang –  Jakub Bitman: 21-16 / 21-12
- Peter Mikkelsen –  Zhang Hong: 21-8 / 21-13
- Przemysław Wacha –  Edwin Ekiring: 21-17 / 21-18
- Raul Must –  Vitaliy Konov: 21-15 / 21-19
- Marc Zwiebler –  Marcel Reuter: 21-18 / 21-11
- Hans-Kristian Vittinghus –  Hiroyuki Endo: 21-7 / 21-18
- Sven Eric Kastens –  Petr Koukal: 15-21 / 21-15 / 21-16
- Carl Baxter –  Saber Afif: 21-14 / 21-12
- Dmytro Zavadsky –  Takahiro Hiramatsu: 21-12 / 21-11
- Arvind Bhat –  Jan Fröhlich: 21-13 / 21-9
- Scott Evans –  Ardiansyah Putra: 21-13 / 21-8
- Ville Lång –  Alexander Roovers: 21-19 / 21-17
- Dieter Domke –  Kasper Lehikoinen: 21-13 / 21-12
- Jan Ø. Jørgensen –  Kasper Ipsen: 19-21 / 21-12 / 21-17
- Anand Pawar –  Chetan Anand: 21-16 / 21-13
- Eric Pang –  Peter Mikkelsen: 23-21 / 21-11
- Raul Must –  Przemysław Wacha: 21-19 / 21-16
- Hans-Kristian Vittinghus –  Marc Zwiebler: 18-21 / 21-12 / 24-22
- Carl Baxter –  Sven Eric Kastens: 17-21 / 21-17 / 21-15
- Dmytro Zavadsky –  Arvind Bhat: 21-18 / 9-21 / 21-17
- Ville Lång –  Scott Evans: 23-25 / 21-19 / 21-16
- Jan Ø. Jørgensen –  Dieter Domke: 21-14 / 21-16
- Eric Pang –  Anand Pawar: 21-10 / 16-21 / 21-6
- Hans-Kristian Vittinghus –  Raul Must: 21-9 / 21-11
- Carl Baxter –  Dmytro Zavadsky: 16-21 / 21-19 / 21-17
- Jan Ø. Jørgensen –  Ville Lång: 21-16 / 21-10
- Eric Pang –  Hans-Kristian Vittinghus: 21-15 / 21-10
- Jan Ø. Jørgensen –  Carl Baxter: 22-20 / 21-18
- Jan Ø. Jørgensen –  Eric Pang: 12-21 / 21-13 / 21-15

## Dameneinzel Qualifikation
- Isabel Herttrich –  Alina Hammes: 21-14 / 21-15
- Yelyzaveta Zharka –  Mona Reich: 21-16 / 14-21 / 24-22
- Perrine Lebuhanic –  Fabienne Deprez: 24-22 / 21-19
- Ragna Ingólfsdóttir –  Dominika Koukalová: 21-17 / 21-14
- Sashina Vignes Waran –  Inken Wienefeld: 21-13 / 21-18
- Stefanie Bertels –  Miroslava Vašková: 21-15 / 21-15
- Simone Prutsch –  Mette Stahlberg: 21-12 / 21-19
- Linda Sloan –  Kate Robertshaw: 21-8 / 21-13
- Yelyzaveta Zharka –  Isabel Herttrich: 15-21 / 21-9 / 21-9
- Perrine Lebuhanic –  Ragna Ingólfsdóttir: 21-17 / 21-17
- Sashina Vignes Waran –  Stefanie Bertels: 21-13 / 21-8
- Linda Sloan –  Simone Prutsch: 21-16 / 21-13

## Dameneinzel
- Juliane Schenk –  Barbara Matias: 21-13 / 17-21 / 21-6
- Natalia Pocztowiak –  Akvilė Stapušaitytė: 21-19 / 16-21 / 21-19
- Chloe Magee –  Sayali Gokhale: 21-18 / 21-14
- Karina Jørgensen –  Claudia Mayer: 23-21 / 21-12
- Yao Jie –  Lianne Tan: 21-6 / 21-9
- Sashina Vignes Waran –  Patty Stolzenbach: 21-17 / 21-14
- Kristína Gavnholt –  Lisa Heidenreich: 21-18 / 21-7
- Ayane Kurihara –  Linda Sloan: 21-12 / 21-15
- Nathalie Descamps –  Masayo Nojirino: 15-21 / 21-16 / 21-12
- Yu Hirayama –  Perrine Lebuhanic: 21-8 / 21-10
- Olga Konon –  Yelyzaveta Zharka: 21-11 / 21-12
- Trupti Murgunde –  Elizabeth Cann: 21-10 / 21-14
- Karin Schnaase –  Neha Pandit: 23-21 / 21-13
- Mariya Diptan –  Anna Narel: 19-21 / 21-10 / 21-17
- Jeanine Cicognini –  Elisa Chanteur: 21-15 / 21-11
- Ella Diehl –  Carola Bott: 21-12 / 21-11
- Juliane Schenk –  Natalia Pocztowiak: 21-10 / 21-19
- Karina Jørgensen –  Chloe Magee: 21-17 / 21-18
- Yao Jie –  Sashina Vignes Waran: 21-15 / 21-16
- Ayane Kurihara –  Kristína Gavnholt: 19-21 / 21-8 / 21-11
- Yu Hirayama –  Nathalie Descamps: 21-14 / 21-8
- Olga Konon –  Trupti Murgunde: 21-10 / 21-9
- Karin Schnaase –  Mariya Diptan: 20-22 / 21-19 / 21-12
- Ella Diehl –  Jeanine Cicognini: 21-15 / 21-15
- Juliane Schenk –  Karina Jørgensen: 21-4 / 21-17
- Yao Jie –  Ayane Kurihara: 20-22 / 21-15 / 21-17
- Yu Hirayama –  Olga Konon: 21-16 / 21-14
- Ella Diehl –  Karin Schnaase: 21-13 / 21-15
- Juliane Schenk –  Yao Jie: 21-18 / 21-12
- Yu Hirayama –  Ella Diehl: 17-21 / 23-21 / 21-9
- Juliane Schenk –  Yu Hirayama: 21-18 / 21-10

## Herrendoppel Qualifikation
- Nico Coldewe /  Patrick Kämnitz –  Raphael Beck /  Fabian Scherpen: 18-21 / 21-17 / 21-8
- Richard Domke /  Jonas Geigenberger –  Philippe Hengen /  Yong Yudianto: 21-16 / 18-21 / 22-20
- Dharma Gunawi /  Rio Willianto –  Fabian Holzer /  Max Schwenger: 21-13 / 21-12
- Alvin Lau /  Richard Liang –  Joe Michels /  Eric Solagna: 21-7 / 21-10
- Mats Hukriede /  Josche Zurwonne –  Robert Georg /  Franklin Wahab: 21-17 / 18-21 / 21-18
- Ian Jovi Rien /  Kai Waldenberger –  Sam Magee /  Tony Stephenson: 17-21 / 21-17 / 21-18
- Peter Lang /  Thomas Legleitner –  Dominic Becker /  Jan Borsutzki: 23-21 / 21-19
- Andreas Heinz /  Felix Schoppmann –  Nico Coldewe /  Patrick Kämnitz: 17-21 / 21-13 / 21-12
- Dharma Gunawi /  Rio Willianto –  Richard Domke /  Jonas Geigenberger: 21-18 / 21-16
- Mats Hukriede /  Josche Zurwonne –  Alvin Lau /  Richard Liang: 21-13 / 21-17
- Ian Jovi Rien /  Kai Waldenberger –  Peter Lang /  Thomas Legleitner: 19-21 / 21-16 / 21-14

## Herrendoppel
- Rupesh Kumar /  Sanave Thomas –  Andreas Heinz /  Felix Schoppmann: 21-12 / 21-18
- Mats Hukriede /  Josche Zurwonne –  Daniel Benz /  Patrick Krämer: 21-10 / 21-16
- Robert Blair /  Dean George –  Oliver Leydon-Davis /  Henry Tam: 21-14 / 21-15
- Ondřej Kopřiva /  Tomáš Kopřiva –  Jakub Bitman /  Takahiro Hiramatsu: 19-21 / 21-16 / 21-14
- Mikkel Elbjørn /  Christian Skovgaard –  Kristof Hopp /  Johannes Schöttler: 21-19 / 21-18
- Tim Dettmann /  Peter Käsbauer –  Mykola Dmitrishin /  Vitaliy Konov: 21-16 / 23-21
- Jürgen Koch /  Peter Zauner-  Florian Gauthier /  Ronan Labar: 21-6 / 21-12
- Jorrit de Ruiter /  Dave Khodabux –  Matthias Kuchenbecker /  Andreas Lindner: 21-19 / 21-11
- Dharma Gunawi /  Rio Willianto –  Oliver Roth /  Jan Sören Schulz: 20-22 / 21-16 / 21-12
- Chris Adcock /  Andrew Ellis –  Eetu Heino /  Kasper Lehikoinen: 21-11 / 21-13
- Hiroyuki Endo /  Shuichi Sakamoto –  Daniel Graßmück /  Roman Zirnwald: 21-12 / 21-19
- Michael Fuchs /  Ingo Kindervater –  Christian Bösiger /  Anthony Dumartheray: 21-13 / 24-22
- Ian Jovi Rien /  Kai Waldenberger –  Alexander Roovers /  Gregory Schneider: 21-18 / 19-21 / 21-13
- Rasmus Bonde /  Mikkel Delbo Larsen –  Chris Langridge /  Robin Middleton: 21-18 / 21-15
- Laurent Constantin /  Sébastien Vincent –  Sebastian Rduch /  Lukas Schmidt: 21-16 / 21-16
- Marcus Ellis /  Peter Mills –  Maurice Niesner /  Till Zander: 21-18 / 12-21 / 21-13
- Rupesh Kumar /  Sanave Thomas –  Mats Hukriede /  Josche Zurwonne: 21-9 / 21-10
- Robert Blair /  Dean George –  Ondřej Kopřiva /  Tomáš Kopřiva: 21-7 / 24-22
- Mikkel Elbjørn /  Christian Skovgaard –  Tim Dettmann /  Peter Käsbauer: 21-19 / 21-17
- Jürgen Koch /  Peter Zauner-  Jorrit de Ruiter /  Dave Khodabux: 22-20 / 21-15
- Chris Adcock /  Andrew Ellis –  Dharma Gunawi /  Rio Willianto: 21-10 / 21-15
- Hiroyuki Endo /  Shuichi Sakamoto –  Michael Fuchs /  Ingo Kindervater: 17-21 / 21-14 / 21-9
- Rasmus Bonde /  Mikkel Delbo Larsen –  Ian Jovi Rien /  Kai Waldenberger: 21-13 / 21-9
- Marcus Ellis /  Peter Mills –  Laurent Constantin /  Sébastien Vincent: 21-17 / 14-21 / 21-15
- Rupesh Kumar /  Sanave Thomas –  Robert Blair /  Dean George: 21-13 / 23-21
- Jürgen Koch /  Peter Zauner-  Mikkel Elbjørn /  Christian Skovgaard: 21-17 / 21-18
- Chris Adcock /  Andrew Ellis –  Hiroyuki Endo /  Shuichi Sakamoto: 21-16 / 21-16
- Rasmus Bonde /  Mikkel Delbo Larsen –  Marcus Ellis /  Peter Mills: 21-17 / 21-19
- Rupesh Kumar /  Sanave Thomas –  Jürgen Koch /  Peter Zauner: 21-16 / 21-19
- Chris Adcock /  Andrew Ellis –  Rasmus Bonde /  Mikkel Delbo Larsen: 21-17 / 21-17
- Rupesh Kumar /  Sanave Thomas –  Chris Adcock /  Andrew Ellis: 17-21 / 22-20 / 24-22

## Damendoppel
- Samantha Barning /  Eefje Muskens –  Kim Buss /  Laura Ufermann: 21-19 / 21-15
- Alina Hammes /  Lisa Heidenreich –  Elisa Chanteur /  Barbara Matias: 21-13 / 21-7
- Yu Hirayama /  Ayane Kurihara –  Steffi Annys /  Séverine Corvilain: 21-12 / 21-15
- Emma Mason /  Samantha Ward –  Amelie Oliwa /  Tamara Teuber: w.o.
- Mariana Agathangelou /  Jillie Cooper –  Patty Stolzenbach /  Ilse Vaessen: w.o.
- Gitte Köhler /  Carla Nelte –  Lotte Jonathans /  Paulien van Dooremalen: w.o.
- Helle Nielsen /  Marie Røpke –  Aparna Balan /  Shruti Kurien: 21-19 / 21-11
- Johanna Goliszewski /  Annekatrin Lillie –  Samantha Barning /  Eefje Muskens: 13-21 / 21-17 / 21-12
- Sandra Marinello /  Birgit Overzier –  Emma Mason /  Samantha Ward: 21-14 / 21-18
- Anna Narel /  Natalia Pocztowiak –  Alina Hammes /  Lisa Heidenreich: 19-21 / 21-10 / 21-17
- Mariana Agathangelou /  Jillie Cooper –  Danielle Tahuri /  Donna Haliday: 21-14 / 21-12
- Line Damkjær Kruse /  Mie Schjøtt-Kristensen –  Gitte Köhler /  Carla Nelte: 21-13 / 21-9
- Yu Hirayama /  Ayane Kurihara –  Isabel Herttrich /  Inken Wienefeld: 21-8 / 21-10
- Jenny Wallwork /  Gabrielle Adcock –  Sashina Vignes Waran /  Teshana Vignes Waran: 21-10 / 21-15
- Helle Nielsen /  Marie Røpke –  Johanna Goliszewski /  Annekatrin Lillie: 21-13 / 21-10
- Sandra Marinello /  Birgit Overzier –  Anna Narel /  Natalia Pocztowiak: 21-16 / 21-17
- Line Damkjær Kruse /  Mie Schjøtt-Kristensen –  Mariana Agathangelou /  Jillie Cooper: 21-15 / 21-12
- Yu Hirayama /  Ayane Kurihara –  Jenny Wallwork /  Gabrielle Adcock: 15-21 / 21-15 / 21-17
- Helle Nielsen /  Marie Røpke –  Sandra Marinello /  Birgit Overzier: 21-17 / 21-18
- Line Damkjær Kruse /  Mie Schjøtt-Kristensen –  Yu Hirayama /  Ayane Kurihara: 21-14 / 21-12
- Helle Nielsen /  Marie Røpke –  Line Damkjær Kruse /  Mie Schjøtt-Kristensen: 18-21 / 21-19 / 21-19

## Mixed Qualifikation
- Max Schwenger /  Isabel Herttrich –  Tobias Wadenka /  Tamara Teuber: 21-13 / 21-12
- Andreas Heinz /  Fabienne Deprez –  Helgi Jóhannesson /  Ragna Ingólfsdóttir: 21-19 / 21-16
- Sebastien Bourbon /  Julie Delaune –  Nico Coldewe /  Inken Wienefeld: 22-20 / 11-21 / 21-17
- Oliver Leydon-Davis /  Danielle Tahuri –  Patrick Krämer /  Mona Reich: 21-16 / 21-17
- Ondřej Kopřiva /  Miroslava Vašková –  Fabian Hammes /  Alina Hammes: 21-19 / 21-12
- Max Schwenger /  Isabel Herttrich –  Andreas Heinz /  Fabienne Deprez: 21-15 / 21-15
- Oliver Leydon-Davis /  Danielle Tahuri –  Sebastien Bourbon /  Julie Delaune: 21-16 / 22-20
- Ondřej Kopřiva /  Miroslava Vašková –  Dominic Becker /  Benaria Plagens: 21-17 / 13-21 / 21-11

## Mixed
- Mikkel Delbo Larsen /  Mie Schjøtt-Kristensen –  Mykola Dmitrishin /  Yelyzaveta Zharka: 21-11 / 21-9
- Till Zander /  Laura Ufermann –  Ronan Labar /  Barbara Matias: 21-8 / 21-9
- Dave Khodabux /  Samantha Barning –  Peter Käsbauer /  Johanna Goliszewski: 21-18 / 21-18
- Chris Langridge /  Jillie Cooper –  Łukasz Moreń /  Natalia Pocztowiak: 21-10 / 21-15
- Wouter Claes /  Nathalie Descamps –  Andrew Ellis /  Emma Mason: 14-21 / 21-19 / 21-18
- Johannes Schöttler /  Sandra Marinello –  Roman Zirnwald /  Simone Prutsch: 21-10 / 21-15
- Robin Middleton /  Mariana Agathangelou –  Oliver Roth /  Gitte Köhler: 21-14 / 21-19
- Henry Tam /  Donna Haliday –  Ondřej Kopřiva /  Miroslava Vašková: 21-15 / 21-14
- Ingo Kindervater /  Birgit Overzier –  Marcus Ellis /  Heather Olver: 20-22 / 21-15 / 21-16
- Rasmus Bonde /  Marie Røpke –  Max Schwenger /  Isabel Herttrich: 21-15 / 21-12
- Anthony Dumartheray /  Sabrina Jaquet –  Jonathan Gillis /  Séverine Corvilain: 21-18 / 21-10
- Ruud Bosch /  Paulien van Dooremalen –  Sébastien Vincent /  Elisa Chanteur: 21-15 / 21-15
- Dean George /  Samantha Ward –  Tim Dettmann /  Olga Konon: 25-23 / 21-12
- Michael Fuchs /  Annekatrin Lillie –  Dmytro Zavadsky /  Mariya Diptan: 21-19 / 21-14
- Sam Magee /  Chloe Magee –  Josche Zurwonne /  Carla Nelte: 21-17 / 21-18
- Chris Adcock /  Gabrielle Adcock –  Oliver Leydon-Davis /  Danielle Tahuri: 21-19 / 21-11
- Mikkel Delbo Larsen /  Mie Schjøtt-Kristensen –  Till Zander /  Laura Ufermann: 21-13 / 21-18
- Chris Langridge /  Jillie Cooper –  Dave Khodabux /  Samantha Barning: 21-14 / 23-25 / 21-11
- Johannes Schöttler /  Sandra Marinello –  Wouter Claes /  Nathalie Descamps: 21-16 / 21-16
- Robin Middleton /  Mariana Agathangelou –  Henry Tam /  Donna Haliday: 21-16 / 21-6
- Ingo Kindervater /  Birgit Overzier –  Rasmus Bonde /  Marie Røpke: 21-17 / 21-10
- Ruud Bosch /  Paulien van Dooremalen –  Anthony Dumartheray /  Sabrina Jaquet: 19-21 / 21-18 / 21-9
- Michael Fuchs /  Annekatrin Lillie –  Dean George /  Samantha Ward: 13-21 / 23-21 / 21-16
- Chris Adcock /  Gabrielle Adcock –  Sam Magee /  Chloe Magee: 21-16 / 21-17
- Mikkel Delbo Larsen /  Mie Schjøtt-Kristensen –  Chris Langridge /  Jillie Cooper: 21-16 / 19-21 / 21-15
- Robin Middleton /  Mariana Agathangelou –  Johannes Schöttler /  Sandra Marinello: 21-14 / 21-17
- Ruud Bosch /  Paulien van Dooremalen –  Ingo Kindervater /  Birgit Overzier: 21-17 / 21-15
- Michael Fuchs /  Annekatrin Lillie –  Chris Adcock /  Gabrielle Adcock: 21-18 / 14-21 / 21-17
- Mikkel Delbo Larsen /  Mie Schjøtt-Kristensen –  Robin Middleton /  Mariana Agathangelou: 18-21 / 21-16 / 21-15
- Ruud Bosch /  Paulien van Dooremalen –  Michael Fuchs /  Annekatrin Lillie: 21-18 / 21-19
- Mikkel Delbo Larsen /  Mie Schjøtt-Kristensen –  Ruud Bosch /  Paulien van Dooremalen: 21-17 / 21-16